# Max Mairinger
Max Mairinger (* 22. August 1898 in Ampflwang; † 21. Juli 1972 in Attersee) war ein österreichischer Politiker (ÖVP) und Finanzangestellter. Er war von 1945 bis 1949 Abgeordneter zum Österreichischen Nationalrat.
Mairinger war vor dem Jahr 1938 Betriebsrat und Gewerkschaftssekretär und war nach dem Zweiten Weltkrieg als Finanzbeamter beschäftigt. Er gehörte dem Gemeinderat von Vöcklabruck an und wurde später in Attersee ansässig. Zwischen dem 19. Dezember 1945 und dem 8. November 1949 vertrat er die ÖVP im Nationalrat.